# إريك أبيل
إريك أبيل (بالإنجليزية: Eric Appel)‏ هو منتج أفلام ومونتير وكاتب سيناريو ومخرج أمريكي، ولد في 13 أغسطس 1980 في إنديكوت في الولايات المتحدة.

## وصلات خارجية
- إريك أبيل على موقع IMDb (الإنجليزية)
- إريك أبيل على موقع ألو سيني (الفرنسية)
- إريك أبيل على موقع ميوزك برينز (الإنجليزية)
- إريك أبيل على موقع قاعدة بيانات الفيلم (الإنجليزية)
- إريك أبيل على موقع كينوبويسك (الروسية)